# برف (فیلم ۱۹۶۳)
«برف» (انگلیسی: Snow (1963 film)) فیلمی در ژانر مستند است که در سال ۱۹۶۳ منتشر شد.